# Сельское поселение «Подойницынское»
Се́льское поселе́ние «Подойницынское» — муниципальное образование в Балейском районе Забайкальского края Российской Федерации.
Административный центр — село Подойницыно.

## История
Статус и границы сельского поселения установлены Законом Читинской области от 19 мая 2004 года «Об установлении границ, наименований вновь образованных муниципальных образований и наделении их статусом сельского, городского поселения в Читинской области».

## Население
| 2010  | 2011  | 2012  | 2013  | 2014  | 2015  | 2016  |
| ----- | ----- | ----- | ----- | ----- | ----- | ----- |
| 1204  | ↘1197 | ↗1198 | ↘1182 | ↘1165 | ↘1150 | ↘1099 |
| 2017  | 2018  | 2019  | 2020  | 2021  |       |       |
| ↗1112 | ↘1094 | ↘1075 | ↘1051 | ↘868  |       |       |

## Состав сельского поселения
| № | Населённый пункт | Тип населённого пункта       | Население |
| - | ---------------- | ---------------------------- | --------- |
| 1 | Бочкарёво        | село                         | ↘53       |
| 2 | Буторино         | село                         | ↘90       |
| 3 | Верхний Кокуй    | село                         | ↘102      |
| 4 | Ложниково        | село                         | ↗136      |
| 5 | Онохово          | село                         | ↘120      |
| 6 | Подойницыно      | село, административный центр | ↘405      |
| 7 | Ургучан          | село                         | ↗137      |